# Michter’s
Michter’s — американский производитель виски премиум-класса, базирующийся в Луисвилле, штат Кентукки.

## История
Michter’s считают себя наследниками дистиллерии Shenk’s, называя её старейшей на территории США. Shenk’s была основана фермером Джоном Шенком в Шэфферстауне, округ Лебанон, Пенсильвания, в 1753 году, и на первых порах специализировалась на производстве ржаного виски.
Легенда гласит, что Джордж Вашингтон закупил на Shenk’s виски для поднятия боевого духа своих солдат перед тяжелой зимовкой в Велли-Фордж в 1777-78 годах во время Войны за независимость США. В 1978 году Монетный клуб округа Лебанон отчеканил посвященную этой легенде монету. В 1980-е годы Michter’s использовала слоган «Виски, согревший Американскую революцию» (The whiskey that warmed the American Revolution).
В середине 1800-х годов винокурня была куплена Абрахамом Бомбергером и переименована в Bomberger’s.
В 1919 году дистиллерия была закрыта из-за принятия в США сухого закона. После его отмены она возобновила работу, однако на протяжении последующих десятилетий неоднократно находилась в шатком финансовом положении и переходила из рук в руки.
Название Michter’s образовано из имен двух сыновей одного из владельцев дистиллерии Лу Формана — Майкла и Питера — в 1950-е годы.
В 1980 году дистиллерия Michter’s в Пенсильвании была признана Национальным историческим памятником США.
В 1989 году Michter’s объявила о банкротстве. По некоторым данным, дистиллерия была закрыта 14 февраля 1990 года. Бренд фактически бесплатно, всего за $245 пошлины за перерегистрацию товарного знака перешел во владение компании Chatham Imports, принадлежащей Джозефу Джей («Джо») Мальокко. Мальокко был знаком с Michter’s со студенческих лет, когда он работал барменом и торговал алкоголем в компании своего отца
В 1990-е годы Мальокко и Ричард «Дик» Ньюман, который был заметной фигурой в индустрии виски и среди прочего работал президентом и генеральным директором Austin Nichols — производителя Wild Turkey, возродили бренд, перенеся производство в Кентукки. Продажи начались в 2004 году. Первоначально компания занималась бутилированием виски, дистиллированных и выдержанных, но не востребованных на других винокурнях Кентукки, потом, наоборот, занималась дистилляцией и выдержкой виски с их розливом на другой неизвестной винокурне штата (по другим данным, на нескольких винокурнях в Кентукки), а в 2015 году перешла к полному циклу производства.
В 2012 году журнал Wine Enthusiast назвал Michter’s «Дистиллерией года».
В июле 2018 года Forbes привел результаты международного опроса 106 баров, согласно которым Michter’s заняла 7-е место в списке самых продаваемых брендов виски США. На тот момент Michter’s продавала свои виски примерно в 50 странах. Тогда же Forbes оценил долю Michter’s на рынке виски США в 1 %, а годовой объём продаж компании — в $30 млн.

## Производство
С конца 2017 (по другим данным, с 2018) года Michter’s владеет фермой площадью 145 акров (около 0,6 км2) в Спрингфилде, штат Кентукки, где выращивают кукурузу, рожь и ячмень.
Michter’s производит свои виски на дистиллерии Шайвли (Shively) в одноимённом пригороде Луисвилла. Дистиллерия площадью более 6000 м2 располагает силосными башнями, двумя мельницами, установкой для приготовления затора объёмом 8 тысяч галлонов и восемью ферментаторами объёмом 16 тысяч галлонов каждый, четыре из которых установлены в июле 2016 года. Тогда же дистиллерия перешла на работу в две смены для увеличения выпуска дистиллированных спиртов до 1 млн галлонов в год. С августа 2015 года дистилляция проводится в двух медных перегонных кубах и в установленной в октябре 2014 года 14-метровой колонне непрерывного цикла с перегонным кубом для второй дистилляции, также изготовленными из меди. По состоянию на сентябрь 2017 года, дистиллерия была закрыта для публики.
Michter’s также принадлежит открытая в начале 2019 года в том числе для публики дистиллерия Форт Нельсон (Fort Nelson) в приобретенном компанией в 2011 году и отреставрированном здании 1890 года постройки на Уэст-Мэйн-стрит в центре Луисвилла. На этой дистиллерии установлены созданные в 1976 году и перевезенное с винокурни в Пенсильвании два перегонных куба и ферментаторы из кипарисового дерева. На момент открытия дистиллерии её производственные мощности оценивались в 20 тысяч галлонов в год.
Michter’s заливает виски на выдержку в бочки не при общепринятой в США крепости спиртов 125 proof (62,5 %), а при крепости 103 proof (51,5 %). В Michter’s утверждают, что такая крепость является «золотым стандартом» производства виски в штате Кентукки и, по некоторым данным, заливка виски на выдержку в диапазоне крепости 100—105 proof (50-52,5 %) была общепринятой практикой до введения в США сухого закона и в период его действия. Эту практику в Michter’s также обосновывают тем, что она «позволяет концентрированным сахарам в обожженной и обугленной древесине [бочки] легче растворяться в дистилляте» во время применяемого на дистиллерии с сентября по февраль многократного нагрева (heat cycling) бочек с виски с амплитудой около 7°С. Ещё одним отклонением от общепринятой практики является то, что Michter’s проводят «прожарку» (toasting) бочек перед их обугливанием.
Michter’s применяют фильтрацию виски с помощью охлаждения вместо общепринятой угольной фильтрации.

## Ключевые фигуры
- Джозеф Джей («Джо») Мальокко — президент, член совета директоров Ассоциации дистиллеров Кентукки.
- Дэн МакКи — мастер-дистиллер с апреля 2019 года, сменивший на этом посту Пэм Хайльманн, под руководством которой он ранее работал на дистиллерии Booker Noe (Beam Global, Inc.) и в Michter’s.[27]
- Андреа Уилсон — мастер выдержки, исполнительный вице-президент и генеральный директор. В Michter’s с 2014 года.[26] Член совета директоров Ассоциации дистиллеров Кентукки с 2005 года, с 2009 года первая в истории женщина — глава этой ассоциации.[28][29] Ранее около 10 лет[26][28] работала в занимающемся виски подразделении Diageo, в том числе на постах директора по дистилляции и выдержке виски по Северной Америке и директора по стратегии виски для североамериканских операций. Уроженка Луисвилла.[30] Внучка самогонщика (по другим данным, винодела и пивовара)[30] времен сухого закона.[26][29] Имеет магистерскую степень по химической технологии.[23][29]
- Пэм Хайльманн — почетный мастер-дистиллер. Уроженка Пенсильвании.[6] В 2013 году[31] сменила на посту мастера-дистиллера Вилли Пратта.[32] По некоторым данным, Пратт лично выбрал её в качестве преемника.[5] Первая со времен сухого закона в США женщина, ставшая мастером-дистиллером на винокурне Ассоциации дистиллеров Кентукки.[31][33] Ранее возглавляла крупнейшую в мире дистиллерию Booker Noe[17][32] (Beam Global, Inc.), на которой работала с 1998 года.[33]
- Вилли Пратт — почетный мастер-дистиллер, первый мастер-дистиллер в современной истории Michter’s[3][9] с 2007 года[17]. До этого более 40 лет проработал в Brown-Forman.[2] Имеет прозвище Dr. No (Доктор «Нет») за неоднократные отказы выпускать виски из-за недостаточной, по его мнению, выдержки.[5][34]

## Линейка виски Michter’s

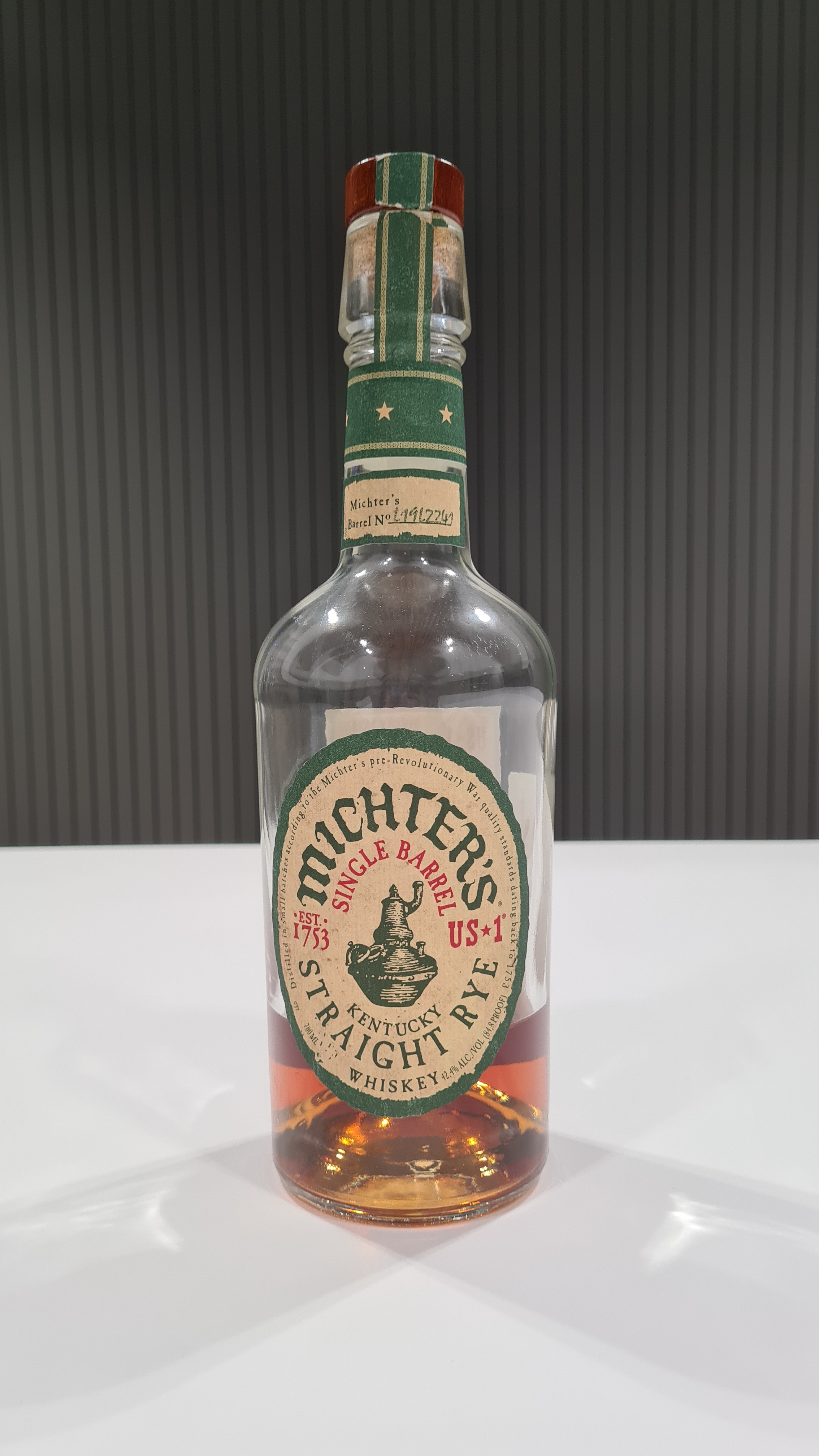
Бутылка US*1 Kentucky Straight Rye

Все виски Michter’s являются однобочковыми (single barrel) или мелкосерийными (small batch), при этом крупнейшая серия дистиллерии не превышает 20 бочек (в некоторых источниках указывают максимальный размер серии в 24 бочки).

###### Базовая линейка US*1 (все виски категории NAS (No Age Statement))
- US*1 Kentucky Straight Rye — однобочковой ржаной виски крепостью 84,8 proof (42,4 %), выдержанный в новых обугленных бочках из белого американского дуба.
- US*1 Kentucky Straight Bourbon — мелкосерийный бурбон крепостью 91,4 proof (45,7 %), выдержанный в новых обугленных бочках из белого американского дуба.
- US*1 American Whiskey — мелкосерийный виски крепостью 83,4 proof (41,7 %), выдержанный в ранее использованных бочках из-под виски из белого американского дуба.
- US*1 Sour Mash — мелкосерийный виски крепостью 86 proof (43 %), выдержанный в новых обугленных бочках из белого американского дуба. В 2019 году стал первым произведенным в США виски, который получил от влиятельного портала The Whisky Exchange титул «Виски года».[36]

###### Ограниченные релизы
- 10 Year Kentucky Straight Rye — однобочковой ржаной виски крепостью 92,8 proof (46,4 %), выдержанный не менее 10 лет в новых обугленных бочках из белого американского дуба.
- 10 Year Kentucky Straight Bourbon — однобочковой бурбон крепостью 94,4 proof (47,2 %), выдержанный не менее 10 лет в новых обугленных бочках из белого американского дуба. В апреле 2020 года этот виски приобрел дополнительную популярность после того, как Мерил Стрип была замечена пьющим его в кадре на Zoom-вечеринке по случаю 90-летия композитора Стивена Сондхайма.[37] 12 июля 2020 года бочка 10 Year Kentucky Straight Bourbon была продана на благотворительном аукционе 50 Best for Recovery в Лондоне за $210 000 (£166 000), установив мировой аукционный рекорд стоимости среди бурбонов.[38][39]
- 20 Year Kentucky Straight Bourbon — бурбон крепостью 114,2 proof (57,1 %), выдержанный не менее 20 лет в новых обугленных бочках из белого американского дуба.
- 25 Year Kentucky Straight Rye — однобочковой ржаной виски крепостью 117,3 proof (58,65 %), выдержанный не менее 25 лет в новых обугленных бочках из белого американского дуба. Спирты для этого виски были заложены на выдержку в период, когда Michter’s ещё не осуществляли самостоятельную дистилляцию и приобретали спирты у других винокурен.[40]
- 25 Year Kentucky Straight Bourbon — бурбон крепостью 116,2 proof (58,1 %), выдержанный не менее 25 лет в новых обугленных бочках из белого американского дуба.
- US*1 Toasted Barrel Finish Sour Mash — мелкосерийный виски категории NAS крепостью 86 proof (43 %), представляющий собой US*1 Sour Mash, довыдержанный в «прожаренной», но не обугленной бочке.
- US*1 Toasted Barrel Finish Bourbon — мелкосерийный бурбон категории NAS крепостью 91,4 proof (45,7 %), представляющий собой US*1 Kentucky Straight Bourbon, довыдержанный в «прожаренной», но не обугленной бочке. По некоторым данным, довыдержка продолжается 26 дней.[41]
- US*1 Barrel Strength Rye — однобочковой ржаной виски категории NAS, выдержанный в новой обугленной бочке из белого американского дуба и бутилируемый при различной бочковой крепости, в большинстве случаев от 107 proof (53,5 %) до 112 proof (56 %).[42]
- US*1 Limited Release Barrel Strength Bourbon — однобочковой бурбон категории NAS, выдержанный в новой обугленной бочке из белого американского дуба и бутилируемый при различной крепости. В июне 2017 года первая партия этого бурбона была бутилирована при крепости от 107,6 proof (53,8 %) до 110,6 (55,3 %) proof.[43]
- US*1 Toasted Barrel Finish Rye — ржаной виски категории NAS, представляющий собой US*1 Kentucky Straight Rye, довыдержанный в «прожаренной», но не обугленной бочке, и бутилируемый при различной крепости. Вопреки общей практике виски переливают из бочки выдержки в бочку довыдержки минуя промежуточный резервуар.[40] Средняя крепость бутилирования в сентябре 2017 года составила 108,6 proof (54,3 %)[44], в 2020 году — 109,2 proof (54,6 %).[45]
- Celebration Sour Mash — выпускаемый с 2013 года раз в три года (2013, 2016, 2019) виски категории NAS, выдержанный в новых обугленных бочках из белого американского дуба. В 2013 году было выпущено 273 бутылки крепостью 112,3 proof (56,15 %)[46], в 2016 году — 256 бутылок крепостью 116,8 proof (58,4 %)[47], в 2019 году — 277 бутылок крепостью 115,6 proof (57,8 %).[48] Релиз 2013 года стал на тот момент самым дорогим в истории виски, произведенным в США.[49]
- Bomberger’s Declaration — выпускаемый с 2018 года мелкосерийный бурбон категории NAS крепостью 108 proof (54 %), частично выдержанный в бочках из чинкапинского дуба (Quercus muehlenbergii)[50] и посвященный периоду истории дистиллерии в 1800-х-1950-х годах.
- Shenk’s Homestead — выпускаемый с 2018 года мелкосерийный виски категории NAS крепостью 91,2 proof (45,6 %), посвященный начальному периоду истории дистиллерии. Партия 2018 года была частично выдержана в бочках из французского дуба,[51] партии 2019 и 2020 года — частично в бочках из чинкапинского дуба.[51]

## Michter’s в популярной культуре
Michter’s является любимым брендом виски Бобби Аксельрода — одного из главных героев сериала «Миллиарды» (Billions) телеканала Showtime в исполнении Дэмиэна Льюиса. Примечательно, что в реальной жизни поклонником Michter’s является другой член съемочной группы сериала — исполнитель роли «Доллар» Билла Стерна Келли Окойн.